# Ždánice
Ždánice (in tedesco Steinitz) è città ceca situata nel distretto di Náchod, in Moravia Meridionale.